# Har Adar
Har Adar (hebr. הר אדר) – samorząd lokalny położony w Dystrykcie Judei i Samarii, w zachodniej części Samarii w Izraelu. Miejscowość jest położona  pomiędzy terytoriami Autonomii Palestyńskiej.

## Historia
Osada została założona w 1982 roku na wzgórzu Giwat ha-Radar. W 1995 roku osada otrzymała status samorządu lokalnego.

## Demografia
Zgodnie z danymi Izraelskiego Centrum Danych Statystycznych w 2006 roku w osadzie żyło 2,4 tys. mieszkańców.
Populacja osady pod względem wieku (dane z 2006):
| Wiek (w latach) | Procent populacji w % |
| --------------- | --------------------- |
| 0-4             | 7,8%                  |
| 5-9             | 10,3%                 |
| 10-14           | 9,3%                  |
| 15-19           | 8,0%                  |
| 20-29           | 14,0%                 |
| 30-44           | 21,7%                 |
| 45-59           | 19,5%                 |
| ponad 60        | 9,4%                  |

Źródło danych: Central Bureau of Statistics.